# Jussi Olkinuora
Juho „Jussi“ Olkinuora (* 4. listopadu 1990, Helsinky, Finsko) je finský profesionální hokejový brankář, který momentálně působí v týmu HC Servette Ženeva.

## Hráčská kariéra
Olkinuora započal svou profesionální hokejovou kariéru v USA, kde hrál v týmu Sioux Falls Stampede, hrající USHL. Zde hrál během sezóny 2010/2011. Sezóny 2011/2012 a 2012/2013 strávil v NCAA v týmu University of Denver Pioneers. Během sezón 2013/2014 a 2014/2015 hrál v AHL za tým St. John´s IceCaps a v ECHL za tým Ontario Reign. V sezóně 2015/2016 hrál v AHL za tým Manitoba Moose a za tým Tulsa Oilers, hrající ECHL. Po této sezóně se vrátil zpátky do rodného Finska.
V sezóně 2016/2017 finské Liigy hrál za tým SaiPa Lappeenranta, později přestoupil do týmu JYP Jyväskylä, kde chytal i v průběhu sezóny 2017/2018. Sezónu 2018/2019 strávil v týmu Pelicans Lahti.
Sezónu 2019/2020 strávil v KHL v týmu Admiral Vladivostok, kde 15. května 2019 podepsal jednoletý kontrakt.
Z Admiral Vladivostok přestoupil v sezóně 2020/2021 do týmu Metallurg Magnitogorsk, kde 17. června 2020 podepsal dvouletý kontrakt. V březnu 2022, během play-off sezóny 2021/2022, tým opustil kvůli ruské invazi na Ukrajině.
14. června 2022 podepsal jednoletý kontrakt s týmem Detroit Red Wings, hrající NHL.

## Reprezentační kariéra
Reprezentoval Finsko na Mistrovství světa 2019, kde získal zlatou medaili, na Mistrovství světa 2021, kde získal stříbrnou medaili a na Mistrovství světa 2022, kde získal zlatou medaili.
Taktéž reprezentoval Finsko na Zimních olympijských hrách 2022, kde získal zlatou medaili.

## Statistiky kariéry

### Statistiky v základní části a v play-off
| 2010–11 | Sioux Falls Stampede          | USHL   | 27  | 14  | 13  | 1  | 2,78 | 90   | 5  | 2  | 1  | 0 | 2,70 | 91,1 |
| 2011–12 | University of Denver Pioneers | NCAA   | 22  | 9   | 8   | 2  | 2,18 | 92,4 | —  | —  | —  | — | —    | —    |
| 2012–13 | University of Denver Pioneers | NCAA   | 24  | 2   | 1   | 3  | 2,35 | 92,7 | —  | —  | —  | — | —    | —    |
| 2012–13 | St. John´s IceCaps            | AHL    | 1   | 0   | 1   | 0  | 3,03 | 88   | —  | —  | —  | — | —    | —    |
| 2013–14 | St. John´s IceCaps            | AHL    | 10  | 5   | 3   | 1  | 3,25 | 89,3 | —  | —  | —  | — | —    | —    |
| 2013–14 | Ontario Reign                 | ECHL   | 27  | 14  | 11  | 1  | 3,01 | 88,7 | 2  | —  | —  | — | 3,61 | 87   |
| 2014–15 | St. John´s IceCaps            | AHL    | 4   | 2   | 1   | 0  | 4,20 | 85,6 | —  | —  | —  | — | —    | —    |
| 2014–15 | Ontario Reign                 | ECHL   | 43  | 27  | 9   | 1  | 2,41 | 91,6 | 12 | —  | —  | — | 2,31 | 90,7 |
| 2015–16 | Manitoba Moose                | AHL    | 6   | 0   | 1   | 0  | 5,13 | 86,4 | —  | —  | —  | — | —    | —    |
| 2015–16 | Tulsa Oilers                  | ECHL   | 26  | 14  | 9   | 0  | 2,52 | 91,1 | —  | —  | —  | — | —    | —    |
| 2016–⁠17 | SaiPa Lappeenranta            | Liiga  | 10  | 2   | 6   | 0  | 2,86 | 90,4 | —  | —  | —  | — | —    | —    |
| 2016–⁠17 | JYP Jyväskylä                 | Liiga  | 16  | 11  | 3   | 3  | 1,74 | 93,4 | 13 | 8  | 5  | 2 | 2,15 | 91,9 |
| 2017–⁠18 | JYP Jyväskylä                 | Liiga  | 38  | 21  | 11  | 5  | 2,30 | 90,9 | 5  | 2  | 3  | 0 | 3,25 | 88,1 |
| 2018–⁠19 | Pelicans Lahti                | Liiga  | 39  | 24  | 11  | 4  | 2,26 | 91,7 | 6  | 2  | 4  | 1 | 1,67 | 94,6 |
| 2019–⁠20 | Admiral Vladivostok           | KHL    | 31  | 13  | 13  | 3  | 2,51 | 92,9 | —  | —  | —  | — | —    | —    |
| 2020–⁠21 | Metallurg Magnitogorsk        | KHL    | 30  | 17  | 7   | 2  | 1,90 | 93,5 | 7  | 3  | 3  | 0 | 2,15 | 92,6 |
| 2021–⁠22 | Metallurg Magnitogorsk        | KHL    | 36  | 20  | 10  | 3  | 2,45 | 91,7 | 1  | 0  | 1  | 0 | 3,10 | 82,4 |
| 2022–⁠23 | Detroit Red Wings             | NHL    |     |     |     |    |      |      |    |    |    |   |      |      |
| Celkem  | Celkem                        | Celkem | 390 | 195 | 118 | 29 | 2,76 | 90,6 | 51 | 15 | 16 | 3 | 2,62 | 89,8 |

### Statistiky v reprezentaci
| Rok    | Tým    | Turnaj | Umístění         |    | Z  | V | P | ČK   | POG  | Úsp% |
| ------ | ------ | ------ | ---------------- | -- | -- | - | - | ---- | ---- | ---- |
| 2019   | Finsko | MS     | Zlatá medaile    | 1  | 1  | 0 | 1 | 0    | 100  |      |
| 2021   | Finsko | MS     | Stříbrná medaile | 7  | 5  | 1 | 1 | 1,39 | 94,3 |      |
| 2022   | Finsko | OH     | Zlatá medaile    | 1  | 1  | 0 | 0 | 2,90 | 90   |      |
| 2022   | Finsko | MS     | Zlatá medaile    | 8  | 8  | 0 | 4 | 1,11 | 94,8 |      |
| Celkem | Celkem | Celkem | Celkem           | 17 | 15 | 1 | 1 | 1,35 | 94,8 |      |

## Ocenění a vyznamenání
| Cena                | Liga/Turnaj       | Rok  |
| ------------------- | ----------------- | ---- |
| Nejužitečnější hráč | Mistrovství světa | 2022 |
| All-Star Team       | Mistrovství světa | 2022 |